# Polystachya mazumbaiensis
Polystachya mazumbaiensis är en orkidéart som beskrevs av Phillip James Cribb och Podz. Polystachya mazumbaiensis ingår i släktet Polystachya och familjen orkidéer. Inga underarter finns listade i Catalogue of Life.